# The Faceless
The Faceless est un groupe de death metal technique américain, originaire d'Encino, Los Angeles, en Californie. Formé en 2004, le groupe prend rapidement de l'importance au niveau de la scène internationale, par leur death metal carré et technique rappelant Necrophagist ou Obscura pour leur brutalité. Meshuggah, groupe très connu de la scène metal internationale a rapidement repéré The Faceless et les a engagés pour une tournée d'une cinquantaine de dates, en compagnie du groupe Burning the Masses.

## Biographie
Le groupe est formé en 2004 à Encino, Los Angeles, par le guitariste Michael Keene et le bassiste Brandon Giffin. En été 2005, le groupe commence un EP quatre titres intitulé Akeldama. Après l'enregistrement des morceaux de batterie, le batteur Brett Batdorf quitte le groupe. Après une pause, le groupe décide de faire de cet EP un album studio, et recrute plusieurs batteurs pour finir les morceaux de batterie. Après Akeldama, le groupe tourne significativement avec Necrophagist, Decapitated, Nile, et The Black Dahlia Murder.
Planetary Duality débute à la 119e place du Billboard 200. L'album est bien accueilli par la presse spécialisée. Peu après cette sortie, ils tournent avec des groupes comme Meshuggah, Lamb of God et In Flames. Avant leur performance au California Metalfest IV, Giffin annonce son départ du groupe. Le groupe annonce aussi sa participation au Summer Slaughter Tour de 2010 avec Decapitated, All Shall Perish et Decrepit Birth.
En avril 2011, le groupe annonce l'arrivée de leur nouveau bassiste, Evan Brewer (ex-Animosity). Le groupe entre en studio en août 2011 pour enregistrer le successeur à Planetary Duality. En mars 2012, le guitariste Steve Jones quitte le groupe et est remplacé par Wes Hauch, qui quitte Keene. Leur nouvel album, Autotheism, débute 50e du Billboard 200, et premier des rock charts de CMJ. Le groupe, avec notamment Cannibal Corpse, Between the Buried and Me, et Periphery, prend part au Summer Slaughter Tour de 2012. En janvier 2013, Cooper quitte le groupe, et l'annonce sur Facebook. Alex Rüdinger, ancien membre de The HAARP Machine, et collègue de The Faceless, devient leur batteur à plein temps. Le 20 octobre 2014, Evan Brewer et Alex Rüdinger quittent le groupe à quelques jours d'intervalle. En l'espace de six mois, le groupe a perdu trois membres en comptant Wes Hauch en 2014.
Le 25 février 2015, The Faceless annonce Justin McKinney (de The Zenith Passage) comme nouveau guitariste. Le 12 avril 2015, Michael Keene annonce le retour de son membre fondateur et bassiste Brandon Giffin, sur leur prochain album intitulé In Becoming a Ghost. Le 28 septembre 2015, The Faceless publie une nouvelle chanson intitulée The Spiraling Void. Ils annoncent aussi une tournée américaine et le retour du chanteur Derek « Demon Carcass » Rydquist,. Le 13 novembre 2015, The Faceless publie The Spiraling Void sur iTunes, Amazon et Spotify. En juillet 2016, The Faceless annonce un nouvel album intitulé "In Becoming A Ghost" « presque déjà terminé ».

## Membres

### Membres actuels
- Michael Keene – guitare solo (depuis 2004), chant clair, vocoder (depuis 2006), séquenceur (depuis 2011)
- Andrew Virrueta – guitare rythmique (2018 - présent)
- Theo Ruelle – batterie (2018 - présent)
- Julian Kersey – chant (2015 - 2016, 2018 - présent)

### Anciens membres
- Bret Batdorf – batterie (2004 - 2006)
- Brandon Giffin – basse (2004 - 2010)
- Jarrad Lander – basse (2010)
- Alex Rudinger – batterie (2010 - 2014)
- Geoffrey Ficco – chant (2011 - 2014)
- Evan Brewer – basse (2011 - 2014)
- Wes Hauch – guitare
- Michael Sherer – claviers
- Nick Pierce – batterie
- Elliott Sellers – batterie
- Marco Pitruzzella – batterie
- Lyle Cooper – batterie
- Steve Jones – guitare
- Job Frusciante – guitare
- Fakherdine Akerfeldt – batterie

## Discographie
- 2006 : Akeldama
- 2008 : Planetary Duality
- 2012 : Autotheism
- 2017 : In Becoming A Ghost